# Charaxes gallagheri
Charaxes gallagheri är en fjärilsart som beskrevs av Van Son 1962. Charaxes gallagheri ingår i släktet Charaxes och familjen praktfjärilar. Inga underarter finns listade i Catalogue of Life.